# Doroțcaia, Dubăsari
Doroțcaia este un sat din raionul Dubăsari, Republica Moldova.

## Administrație și politică
Componența Consiliului local Doroțcaia (13 consilieri), ales la 5 noiembrie 2023, este următoarea:
|  | Partid                                        | Consilieri | Componență | Componență | Componență | Componență | Componență | Componență | Componență | Componență | Componență |
|  | --------------------------------------------- | ---------- | ---------- | ---------- | ---------- | ---------- | ---------- | ---------- | ---------- | ---------- | ---------- |
|  | Partidul Socialiștilor din Republica Moldova  | 9          |            |            |            |            |            |            |            |            |            |
|  | Candidat independent ION NICOLAEV             | 1          |            |            |            |            |            |            |            |            |            |
|  | Partidul Acțiune și Solidaritate              | 2          |            |            |            |            |            |            |            |            |            |
|  | Partidul Dezvoltării și Consolidării Moldovei | 1          |            |            |            |            |            |            |            |            |            |

## Stare politică
Localizată pe malul stâng al Nistrului, localitatea este revendicată de Republica Moldovenească Nistreană, dar este sub controlul efectiv al autorităților de la Chișinău.
Prin localitate trece drumul de importanță strategică care face legătura între Tiraspol și Rîbnița, prin Dubăsari. Majoritatea terenurilor agricole ale localității se află la estul șoselei, iar autoritățile separatiste transnistrene au interzis deseori localnicilor accesul la tarlalele aflate după șosea. Uneori, aceste situații au necesitat intervenția misiunii OSCE din Republica Moldova.
În sat este refugiată școala cu predare în grafie latină de la Grigoriopol, căreia i s-a interzis funcționarea de către regimul separatist. Elevii fac zilnic naveta din oraș, aproximativ 10–12 km.

## Personalități
- Vasile Alcaz (n. 1948), seismolog, distins cu Medalia Academiei Internaționale de Tehnologie și Sociologie.[7]
- Ștefan Bulat (1892-1963), politician român
- Ion Sapdaru (n. 1961), actor, regizor de teatru și scenarist român